# Ectemnini
Ectemnini – plemię owadów prostoskrzydłych z rodziny pasikonikowatych i podrodziny długoskrzydlakowych. Rodzajem typowym jest Ectemna.

## Zasięg występowania
Przedstawiciele tego plemienia występują w Ameryce Południowej, Środkowej oraz w Meksyku. 

## Systematyka
Do Ectemnini zaliczanych jest 10  gatunków zgrupowanych w 2 rodzajach:
- Ectemna
- Euthyrrhachis